# José María Noriega
José María Noriega Aldekoa (Bilbao, 14 novembre 1958) è un ex calciatore spagnolo.

## Carriera
Cresciuto nella florida cantera dell'Athletic Bilbao, esordisce con il Bilbao Athletic nella stagione 1977-1978. Due anni dopo viene "promosso" alla prima squadra, debuttando in Primera División spagnola il 16 marzo 1980 nella partita Atlético Madrid-Athletic 0-1. Milita quindi per otto stagioni con i rojiblancos, con cui disputa 244 incontri (182 di campionato), vincendo due scudetti, una Coppa del Re ed una Supercoppa di Spagna.
Nel 1987 passa al Tenerife con cui conclude la carriera due anni più tardi.

## Palmarès

### Club

#### Competizioni nazionali
- Campionato spagnolo: 2

Athletic Club: 1982-1983, 1983-1984
- Coppa di Spagna: 1

Athletic Club: 1984
- Supercoppa di Spagna: 1

Athletic Club: 1985